# Truffaldino iz Bergamo
Truffaldino iz Bergamo (russisk: Труффальдино из Бергамо, da.: Truffaldino fra Bergamo) er en sovjetisk tv-spillefilm i to afsnit fra 1976 instrueret af Vladimir Vorobjov. Filmen er en romantisk musicalfilm og er baseret på skuespillet Tjener for to herrer skrevet af den italienske forfatter Carlo Goldoni i 1746. Musikken er skrevet af Aleksandr Kolker. 
Filmens format er i genren "commedia dell'arte" og følger den kvikke Harlekin-figur Truffaldino, der er i midten af en kærlighedshistorie mellem to flygtninge fra Torino, der opholder sig i Venedig

## Medvirkende
- Konstantin Rajkin som Truffaldino
- Natalja Gundareva som Smeraldina
- Valentina Kosobutskaja som Beatrice
- Victor Kostetskij som Florindo Aretusi
- Jelena Driatskaja som Clarice